# (200071) 2051 T-2
(200071) 2051 T-2 es un asteroide perteneciente al cinturón de asteroides, descubierto el 29 de septiembre de 1973 por Cornelis Johannes van Houten en conjunto a su esposa también astrónoma Ingrid van Houten-Groeneveld y el astrónomo Tom Gehrels desde el Observatorio del Monte Palomar, Estados Unidos.

## Designación y nombre
Designado provisionalmente como 2051 T-2.

## Características orbitales
2051 T-2 está situado a una distancia media del Sol de 2,683 ua, pudiendo alejarse hasta 3,505 ua y acercarse hasta 1,862 ua. Su excentricidad es 0,306 y la inclinación orbital 5,330 grados. Emplea 1605,97 días en completar una órbita alrededor del Sol.

## Características físicas
La magnitud absoluta de 2051 T-2 es 16,6.